# La Bonneville
Bonneville – miejscowość i gmina we Francji, w regionie Normandia, w departamencie Manche.
Według danych na rok 1990 gminę zamieszkiwało 129 osób, a gęstość zaludnienia wynosiła 20 osób/km² (wśród 1815 gmin Dolnej Normandii Bonneville plasuje się na 757. miejscu pod względem liczby ludności, natomiast pod względem powierzchni na miejscu 765.).